# Guldfasan
Guldfasan (Chrysolophus pictus)  är en asiatisk hönsfågel i familjen fasanfåglar.

## Utseende
Den färggranna hanen är cirka 100–115 centimeter lång, varav två tredjedelar utgörs av stjärten. Fjäderdräkten är omisskännlig, med röd undersida, gult på ansikte hjässa och övergump samt en guldgul cape som kan spridas ut framåt och uppåt.
Honan påminner om den vanliga fasanhonan, men har en mörkare fjäderdräkt, är lite smäckrare och har en förhållandevis längre stjärt, som utgör ungefär halva fågelns längd på cirka 61–70 centimeter. Den skiljer sig från liknande hona diamantfasan genom gult istället för grått på benen och runt ögat, mindre kontrastrikt tecknat huvud, mer gyllene ton till fjäderdräkten, spetsigare stjärtfjädrar samt avsaknad av kontrasterande vit strupe och buk.

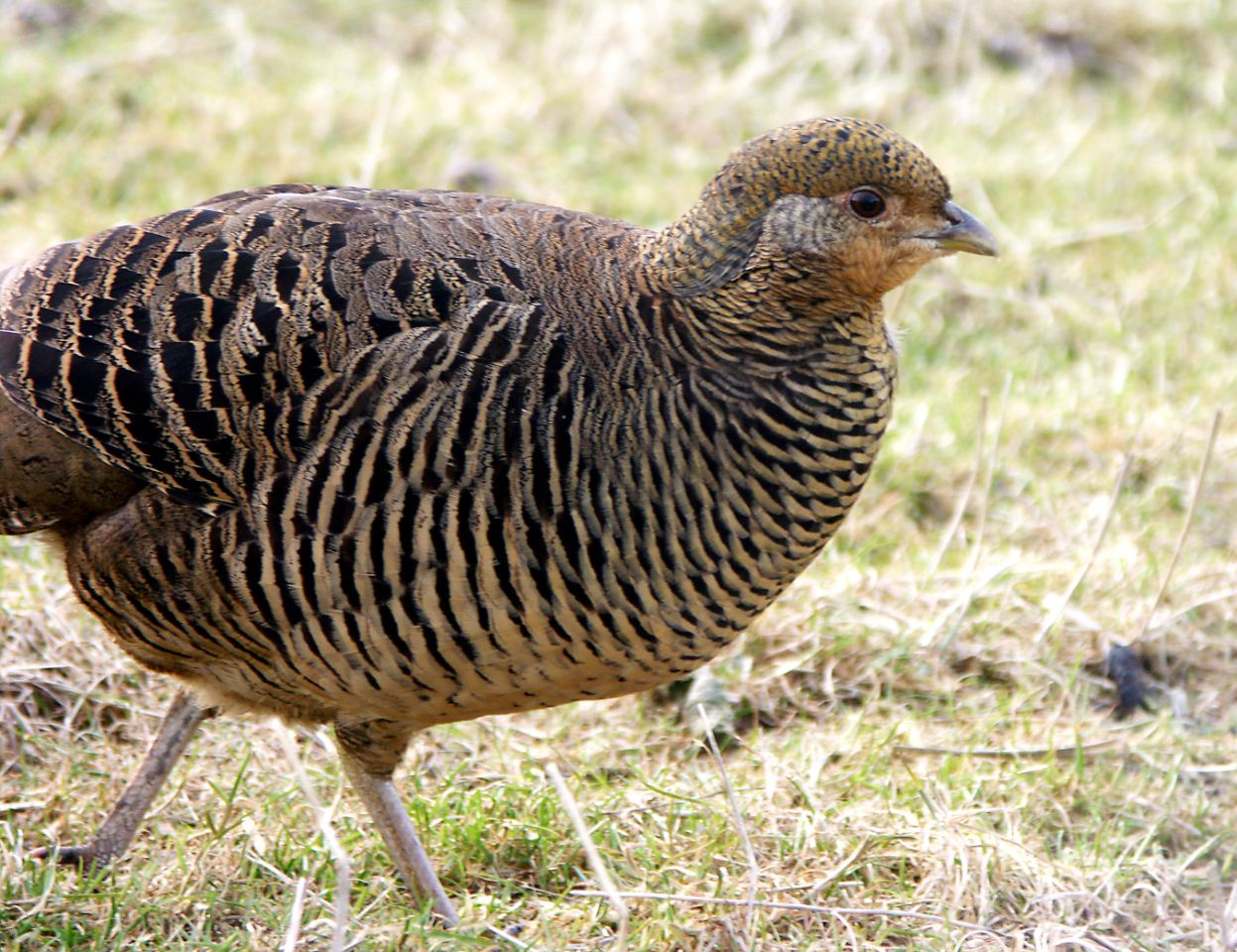
Hona guldfasan.

## Läte
Revirlätet från hanen som vanligen hörs mellan februari och maj är ett vittljudande "ka-cheek". Andra tonen är ljudligare och ljusare än den hos diamantfasanen. Från hanen hörs även ett högljutt väsande som hörs upp till 25 till 50 meter.

## Utbredning och systematik
Guldfasanen är ursprungligen en kinesisk hönsfågel, endemisk för bergssluttningar i centrala och södra Kina, mer precist från sydöstra Qinghai och södra Gansu österut genom södra Shaanxi till västra Henan och västra Hubei, och söderut genom Sichuan, nordvästra Yunnan och Guizhou till norra Guangxi. Den är vanlig som burfågel i hela världen och återfinns numera i en vild population i Storbritannien.

## Levnadssätt
I sitt ursprungliga utbredningsområde bebor guldfasanen bergstrakter och dalar med tät undervegetation av buskar och bambu, vanligen på medelhög nivå (800–1600 meters höjd). Åtminstone under häckningsperioden föredrar den områden rika på gräs och frukt. I Storbritannien där den införts hittas den i låglandet i täta och delvis uppvuxna barrträdsplantage, ofta med inslag av rhododendron. Födan består huvudsakligen av blad och små skott från buskar och bambu, men även rhododendronblommor och olika sorters spindlar och insekter. Häckningen tros inledas i början av april och tros nästan säkert vara polygyn, åtminstone i Kina. En kull har hittats i ett bambustånd med högväxta örter och steniga områden.

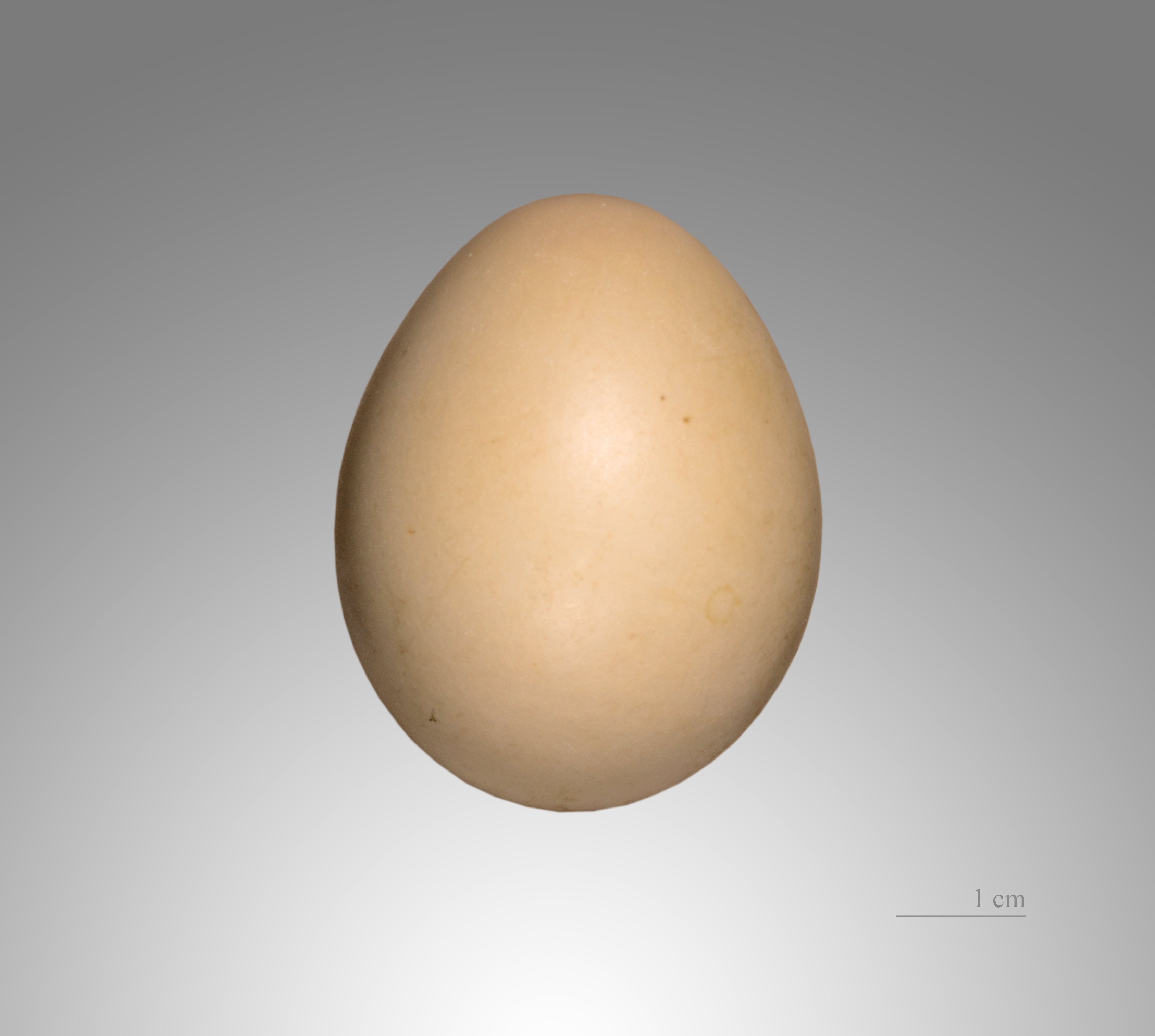
Ägg från guldfasan, museispecimen.

## Status och hot
Arten har ett stort utbredningsområde och en stor population, men tros minska i antal till följd av skogsavverkning, jakt och fångst för vidare försäljning. Den anses dock inte minska tillräckligt kraftigt för att den ska betraktas som hotad. Internationella naturvårdsunionen IUCN kategoriserar därför arten som livskraftig (LC). Världspopulationen har inte uppskattats men den beskrivs som ganska vanlig i rätt biotop. Beståndet i Storbritannien tros bestå av 1.000-2.000 individer.